# Kebab case
Il kebab case (o kebab-case, originariamente lisp-case o dash-case) è la pratica di scrivere gli identificatori separando le parole che li compongono tramite trattini. La pratica è stata usata fin dagli albori della programmazione ad alto livello, ma l'espressione kebab case è stata introdotta molto più tardi (probabilmente intorno al 2012) e si è diffusa successivamente. Il nome "kebab-case" è usato in alcune documentazioni ufficiali, anche se non è universalmente accettato e sono usate anche espressioni alternative, come Lisp-case o sausage-case.
Tale convenzione può essere usata solo in quei linguaggi che ammettono il trattino come carattere valido in un identificatore: molti linguaggi, come il C o l'ALGOL e la maggior parte dei loro derivati, non lo consentono. È comunemente usata in Forth, COBOL, Lisp e derivati, CSS e Perl 6.